# Benito Jerónimo Feijoo
Fra Benito Jerónimo Feijoo y Montenegro (Casdemiro, O Pereiro de Aguiar, 8 d'octubre de 1676 – Oviedo, 26 de desembre de 1764). Erudit, escriptor i filòsof gallec del segle xviii. És considerat el primer assagista de la literatura castellana i un dels pioners, juntament amb Gregori Maians, de l'anomenada primera il·lustració espanyola. S'anomenava a si mateix «ciutadà lliure de la república de les lletres», tot i que sotmetia totes les opinions a l'ortodòxia catòlica. Escrivia amb un estil planer i atractiu, lliure dels jocs d'enginy de l'època post-barroca que ell abominava. Va defensar la igualtat de l'home i de la dona. Les seves obres van despertar curiositat, ja que van ser traduïdes al francès, l'anglès, l'italià i l'alemany. Mort a Oviedo, fou enterrat a l'església de Santa María de la Corte d'aquesta ciutat, que era l'església del monestir de San Vicente el Real, del que n'era l'abat.

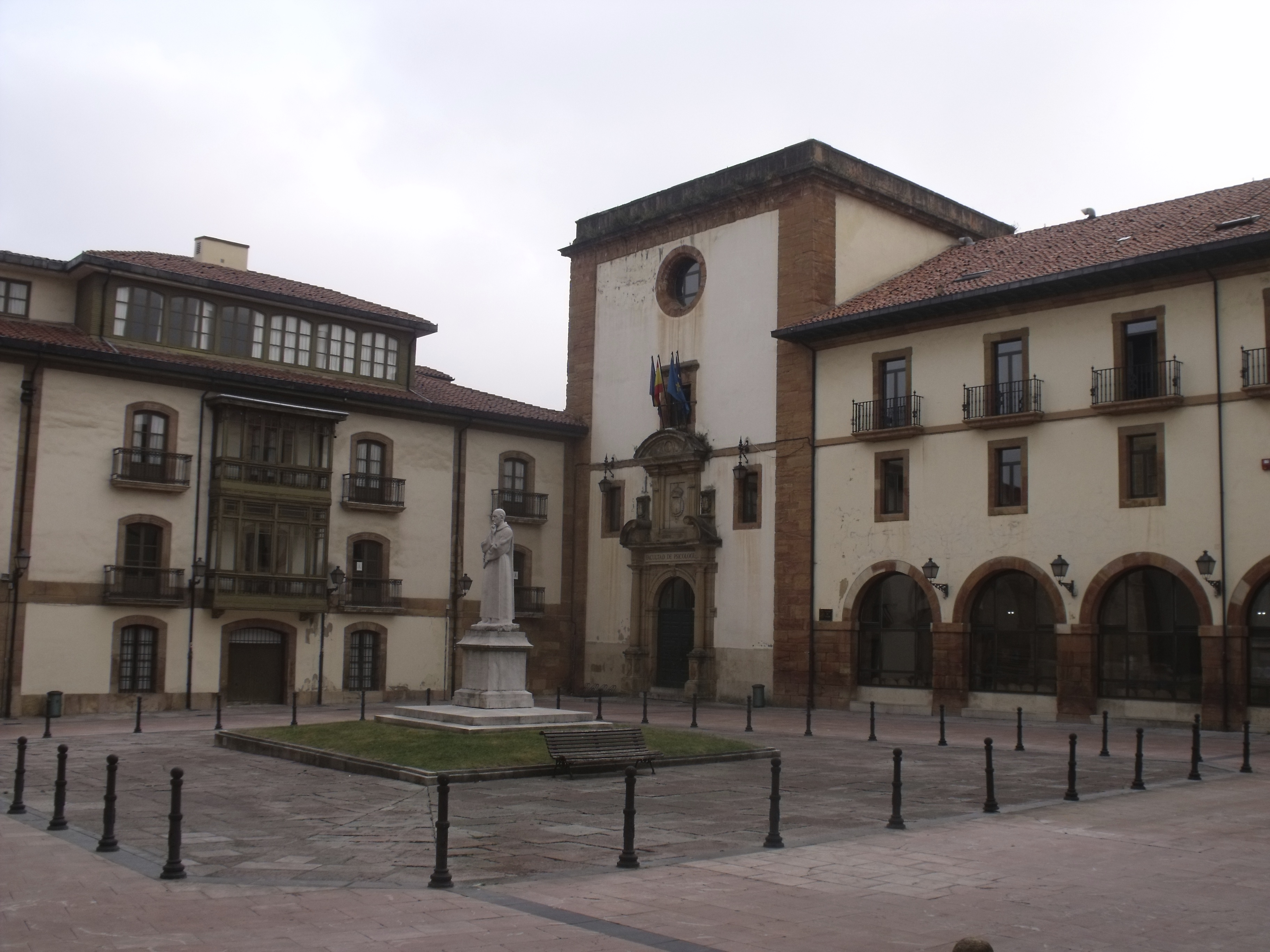
Monument a Feijoo a Oviedo

A la ciutat d'Oviedo on passà tants anys de la seua vida, hi ha una estàtua que l'homenatja. L'escultura és obra de Gerardo Zaragoza és feta en pedra i coneguda com a "Fray Benito Feijoo", inaugurant-se el 1953.